# Cuartel de Bomberos (Montevideo)
Das Cuartel de Bomberos (auf Deutsch: Feuerwehrstation bzw. Feuerwehrkaserne), auch Cuartel Centenario de Bomberos, ist ein Bauwerk in der uruguayischen Landeshauptstadt Montevideo.
Das 1922 projektierte Gebäude befindet sich im Barrio Cordón an der Calle Colonia 1665-1691 auf der von den Straßen Minas, Mercedes und Magallanes umfassten Manzana und grenzt im Nordwesten an die Plaza de los Treinta y Tres. Es wurde 1930 anlässlich der Hundertjahrfeier des Verfassungsschwurs (Jura de la Constitución) eröffnet. Für den Bau zeichnete Architekt Alfredo R. Campos verantwortlich. Wie bereits der Name andeutet, dient das 35 Meter hohe Gebäude als Feuerwehrstation.
Seit 1995 ist das Gebäude als Bien de Interés Municipal klassifiziert.